# داء متفرعات الخصية
داء متفرعات الخصية (بالإنجليزية: Clonorchiasis)‏ هي عدوى تسببها ديدان كبدبة، متفرع الخصية الصيني. داء متفرعات الخصية هي من أكبر العوامل المسببة لسرطانة الأقنية الصفراوية، تنشؤ الجهاز الصفراوي.